# دشت، خاران
دشت (به انگلیسی: Dasht) یک شهرک در پاکستان است که در ایالت بلوچستان واقع شده‌است. دشت ۱٬۷۹۶ متر بالاتر از سطح دریا واقع شده‌است.